# Георг Михаелис
Георг Михаелис (на немски: Georg Michaelis, 8 септември 1857 – 21 юли 1936) е първият канцлер на Германия от неаристократичен произход.

## Биография
Роден е в Хайнау и прекарва юношеските си години във Франкфурт на Одер. Следва право в Бреслау, Лайпциг и Вюрцбург от 1876 до 1884 г., ставайки доктор на правните науки. От 1885 до 1889 г. живее и работи в Токио като професор по право в Правния университет на Обществото на немските учени.
След това става член на пруската администрация. През 1909 година е назначен за държавен секретар на Пруската хазна в Берлин. През 1915 г. става ръководител на Райхсгетрайдещеле (Reichsgetreidestelle) – пост, на който той е отговорен за администрацията на Пруското земеделие през Първата световна война.
След като Теобалд Бетман-Холвег е принуден да подаде оставка, на 14 юли 1917 г. Михаелис става канцлер на Германия, както и министър-председател на Прусия. Остава на този пост до 31 октомври 1917 г., когато е принуден да подаде оставка, защото прилича все повече на марионетка на конци, ръководена от Хинденбург и Лудендорф на Генералния щаб.
От 1 април 1918 до 31 март 1919 г. той е Oberpräsident (Оберпрезидент) на пруската провинция Померания. След края на Първата световна война сътрудничи на местните войнишки и работнически съвети. Въпреки това той е скоро заменен от правителството на Прусия.
След уволнението си работи в областта на икономиката, в студентски организации, в Пруската Лутерантска църква и става член на Германската народна партия. През 1921 г. публикува мемоарите си „За държавата и народа. Една биография“ (Für Staat und Volk. Eine Lebensgeschichte).